# CR-Baureihe C2
Die CR-Baureihe C2 war ein chinesischer Nachbau der sowjetischen Schmalspurdampflok SŽD-Baureihe ПТ-4.

## Geschichte
Im Jahr 1952 hatte die polnische Lokfabrik Fablok 81 Maschinen der Baureihe SŽD-Baureihe КП-4 an die chinesische Staatsbahn geliefert, die schon ab Werk auf 762 mm Spurweite ausgelegt waren. Später kamen weitere, in der Sowjetunion bereits ausgemusterte, Lokomotiven der Reihen KP4, KV4 und SŽD-Baureihe КЧ-4 hinzu, was China dazu veranlasste, eine eigene Version dieser erfolgreichen Schmalspurlok herzustellen. Ab 1958 ging die neue Baureihe C2 dann in Serie. 
Allerdings gab es auch in dieser Baureihe unterschiedliche Bezeichnungen: C2, YJ, KP-4, KM-4, ZM-4, ZG und ZM16-4. Insgesamt wurden 825 Exemplare in Betrieb genommen. Den Löwenanteil der Produktion hatten die Werke von Shijiazhuang mit 575 Lokomotiven und die Werke von Harbin mit 220 Maschinen geleistet. Einschließlich der importierten Lokomotiven besaß China fast tausend dieser D-Kuppler. Mit der Ablieferung der letzten Lokomotiven der Fabriken in Harbin wurde die Produktion dieses Typs in den Jahren 1987/88 eingestellt.
Zusätzlich hat sie auch große Ähnlichkeit mit der PKP-Baureihe Px48, von der ab Werk schon vier Loks nach China exportiert wurden und die Baureihenbezeichnung BL erhielten. In China wurde dann ein ähnlicher Lokomotivtyp mit der Achsfolge D entwickelt, welcher als C4 bezeichnet wurde.

### Einsatz
Bis Juni 2005 gehörte die 1,5 Kilometer lange, 1954 eröffnete Kalksteinbahn des Pekinger Vorortes Dahuichang zum Einsatzgebiet der C2. Diese Bahn wurde von der in Dahuichang ansässigen Chemie- und Steinfabrik betrieben, ehe im Jahr 2005 der Betrieb eingestellt und der verbliebene Kalkstein-Transport auf die Straße verlagert wurde. Wann der Einsatz der Baureihe C2 begann ist nicht genau bekannt. Die Loks vom Typ КП-4 wurde hier schon ab 1959 eingesetzt. Die vier zuletzt hier stationierten C2-Loks wurden von 1983 bis 1988 hergestellt. Die Loks mit den Nummern 2 und 3 standen 2019 noch im Lokschuppen. Die Loks mit den Nummern 1 und 4 wurden verkauft. Die Originalnummern der Loks lauteten 208, 209, 221 und 216. Lok Nr. 4 absolvierte im Oktober 2006 noch einige Sonderfahrten unter Dampf, ehe sie ans Vereinigte Königreich verkauft wurde.  

## Technische Merkmale
Anders als ihre russischen Vorbilder, waren alle C2 auf 762 mm Spurweite ausgelegt, und anders als die meisten in China gebauten Dampflokomotiven für Rechtsverkehr. Sie besitzt mit Tender, wie die anderen Baureihen der Gattung SŽD-Baureihe П24, ein Dienstgewicht von 28 Tonnen. Die dreiachsigen Originaltender fassen zwei Tonnen Kohle und 5,2 m³ Wasser. Das D-Kuppler-Triebwerk kann 40 Meter-Radien durchfahren und die Höchstgeschwindigkeit liegt bei 35 km/h.
Auch existierten für diese Baureihe mehrere Tendervarianten. Wie ihre russischen und europäischen Verwandten war der Großteil der C2 mit dem dreiachsigen Originaltender der P24 gekuppelt. Aber auch bei diesem Tender gab es verschiedene Varianten durch bauliche Änderungen. Der kleine Restbestand der C2 wurde mit größeren Tendern ausgerüstet, die das Design typischer in China verwendeter Tender hatten. So wurde ein Vierachser verwendet, der vom Design her stark denen der QJ und JS ähnelte, und 9 m³ und vier Tonnen Kohle fasste. Zu diesen Maschinen gehörten die Loks mit den Nummern 203, 210 und 211. 
Als weitere Variante wurde der verkleinerte Tender der Baureihe SY wurde für einige Loks verwendet. Zu ihnen zählten die Loks 218 und 219, die beide mit der Version von Rongshan ausgerüstet waren. Dieser verkleinerte SY-Tender war in mehreren Versionen vertreten, die Variante von Pengzhou war deutlich länger als die von Rongshan. Der Tender von Pengzhou fasste 2,5 Tonnen Kohle und 10 m³ Wasser. Eine dritte Bauart des SY-Tenders war die Bauart Shibanxi, die 7 m³ Wasser und 3,5 Tonnen Kohle fasste.